# Нова Весь (гміна Семьонтково)
Нова Весь (пол. Nowa Wieś) — село в Польщі, у гміні Семьонтково Журомінського повіту Мазовецького воєводства.
Населення — 173 особи (2011).
У 1975-1998 роках село належало до Цехановського воєводства.

## Демографія
Демографічна структура станом на 31 березня 2011 року:
|          | Загалом | Допрацездатний вік | Працездатний вік | Постпрацездатний вік |
| -------- | ------- | ------------------ | ---------------- | -------------------- |
| Чоловіки | 85      | 15                 | 60               | 10                   |
| Жінки    | 88      | 22                 | 40               | 26                   |
| Разом    | 173     | 37                 | 100              | 36                   |